# 広瀬裕
広瀬 裕（ひろせ ゆたか、1962年8月4日 - ）は、日本の元俳優、声優、実業家、ドローンパイロット。芸能事務所・オフィスカレント代表である。本名、広瀬 和久（）。
東京都出身。
デビュー当時は本名を名乗っていたが、その後「広瀬匠」の芸名を名乗り、2000年より芸能界引退まで「広瀬裕」に改めていた。

## 来歴
東京都立調布南高等学校卒業。東映テレビプロダクション、東映俳優センター、須山オフィス、シーハートプロモーション、賢プロダクションに所属していた。
高校卒業後、東映アクションクラブ（9期生）に入門。当時、同じ研究生だった唐沢寿明（4期生）らと共に日夜稽古に明け暮れた。高校時代は体操選手だったことを活かしスタントマンを志望していたが、後に俳優にシフト。
『超新星フラッシュマン』ではレー・ワンダ役で登場、その後も『超獣戦隊ライブマン』の月形剣史/Dr.ケンプなどスーパー戦隊シリーズの数々の敵役を演じ「美形悪役」として注目を浴びる。その中で『鳥人戦隊ジェットマン』第47話「帝王トランザの栄光」におけるトランザの最期のシーンは、子供番組とは思えないようなショッキングなもので、今もなおファンに語り継がれている。
『フラッシュマン』での共演から俳優・声優の中田譲治に兄事し、1996年にアニメ『勇者指令ダグオン』のライアン役を演じてからは声優としても活動するようになった。この他、Vシネマ『爆走トラッカー軍団』シリーズではアクション監督（広瀬和久名義）も務めるなど、幅広く活躍している。
もともと俳優をやっていた当時から裏方の仕事に興味があり、撮影終了後も現場に残り制作スタッフの仕事を勉強した。次第に俳優への熱意よりも裏方になる気持ちが強くなり、俳優業を休止することにした。2000年代以降は自らが設立した芸能事務所オフィスカレントの代表兼チーフマネージャーを務める。他には映像撮影カメラマンとマネジメント業務、映画専門学校の講師などを務める。その後芸能界を引退し、現在は本名の「広瀬和久」名義でドローン空撮プロチーム、株式会社ツウテックに所属するドローンパイロットとして活躍している。

## エピソード
『フラッシュマン』で、当初ジン/レッドフラッシュ役の候補だったところを、メインプロデューサーの鈴木武幸が悪役側のレー・ワンダ役に抜擢した。
戦隊シリーズなどで組んだ長石多可男については「公私共に一番お世話になった監督だが、演技については最も要求が厳しい監督だった。爆走トラッカー軍団では初のアクション監督として起用していただき、現在の私の活動の基礎になっています。」、東條昭平については「ぶっきらぼうな印象だけどわりと好きにやらせてくれる監督。自分の好きな話は東條監督が演出した作品が多かった。『ジェットマン』のヨダレの話（第47話『帝王トランザの栄光』）とかもそうですね」と後にそれぞれ述懐している。
「自分が戦隊に出るたびナベ（渡辺勝也）が偉くなっている」とインタビューで指摘したことがある。確かに渡辺は広瀬がレギュラーで出演した『フラッシュマン』のサード助監督を皮切りに、『ライブマン』でセカンド助監督、『ジェットマン』でチーフ助監督、『ダイレンジャー』では監督と順調に出世している、とネットで書かれているが本人は言った記憶がない。本人曰く、「だいたい、私が渡辺さんに対して、ナベなどと気安く呼び捨てにしたことは一度も無いし考えたこともない。渡辺さんは努力の人であると思う」と述べている。
『ライブマン』で共演した嶋大輔は、既に戦隊出演経験のあった広瀬が演技のアドバイスをしてくれたと述べている。
『勇者指令ダグオン』の監督が『ライブマン』のファンであったこともあり、監督からは当初「ファイヤーエン/大道寺炎役にぜひ広瀬さんを起用したい」と推薦されていた。
2010年3月『五星戦隊ダイレンジャー』の16周年イベント五星祭が開催され出演した際、当時の熱狂的なファンから大歓迎され、同席していた当時を知らない所属タレント小日向美羽に「凄い人気だったんですね」と驚かれた。
ドローンパイロットになったきっかけは、ドローンが出始めた当初、純粋に飛ばす楽しさを味わいたいがためだったというが、そこで撮影した映像を見て、すぐに「これはカメラマンの仕事で使える。これなら見た人が驚く映像を撮れる」と思ったためである。練習を重ね腕を磨き、ドローン撮影の仕事を始めるようになる。その後、さらにより多くのドローンの仕事をするため、株式会社ツウテックに所属する。現在では多くのテレビ番組や映画の空撮シーンを撮影している。

## 出演作品

### テレビドラマ
- スーパー戦隊シリーズ（ANB）
  - 超電子バイオマン（1984-1985年）
    - 第5話「見えない敵を斬れ」 - モンスターの子分 役
    - 第13話「ジュンよ」 - 早瀬健を指導するコーチ 役

  - 電撃戦隊チェンジマン（1985年 - 1986年）
    - 第4話「キスは戦いの後で」 - 犬人間 役
    - 第45話「虹色の少女アイラ」 - 警備兵 役

  - 超新星フラッシュマン（1986年 - 1987年） - レー・ワンダ 役
  - 超獣戦隊ライブマン（1988年 - 1989年） - 月形剣史 / ドクター・ケンプ 役
  - 鳥人戦隊ジェットマン 第37話 - 第47話（1991年 - 1992年） - トランザ 役
  - 五星戦隊ダイレンジャー 第26話 - 第28話・第35・第39話（1993年 - 1994年） - 的場陣 / ジン 役
- メタルヒーローシリーズ（ANB）
  - 巨獣特捜ジャスピオン 第14話「日本列島を断て！浜名湖アタック作戦」（1985年 - 1986年） - 花婿 役
  - 特警ウインスペクター 第30話「ママ…ママ助けて」（1990年 - 1991年） - 村野正夫 役
  - 特救指令ソルブレイン 第33話「勇者が涙を流す時」（1991年 - 1992年） - 土居功介 役
- 仮面ライダーシリーズ
  - 仮面ライダーBLACK 第4話「悪魔の実験室」（1987年 - 1988年、MBS） - 速水徹 役
  - 仮面ライダーアギト 第49話 - 第50話（2001年 - 2002年、ANB） - 白河尚純 役
- もっとあぶない刑事 第17話「乱心」（1989年、NTV） - 池辺哲也 役
- はぐれ刑事純情派 第2シリーズ第7話「過剰防衛の女」（1989年、ANB）
- 火曜サスペンス劇場 / 自白調書（1989年、NTV）
- 名奉行遠山の金さん 第2シリーズ第12話「裏切りの仮面! 金さん指名手配」（1989年、ANB）
- 参上! 天空剣士 第23話「死神に会った女」（1990年、TX） - 丈吉 役
- 超光戦士シャンゼリオン 第17話 - 第39話（1996年、TX） - 片桐一樹 / 闇将軍ザンダー 役

### 映画
- 劇場版 超新星フラッシュマン（1986年） - レー・ワンダ 役
- 劇場版 超新星フラッシュマン 大逆転!タイタンボーイ!!（1987年） - レー・ワンダ 役
- もっともあぶない刑事（1989年） - ウエイター 役
- 新・極道の妻たち（1991年）
- 一発逆転!爆走トラッカー軍団（1992年） - 杉原 役
- 爆走トラッカー軍団 劇場版（1994年） - 代議士の秘書・大村 役

### オリジナルビデオ
- 女教師・濡れたピアノの下で（1991年） - 大企業グループ会長の息子 役
- 爆走トラッカー軍団シリーズ
  - 爆走トラッカー軍団2 暴走族死闘篇（1992年） - 暴走族 役
  - 爆走トラッカー軍団4 なにわ(暴)遊侠伝（1993年） - ヤクザ信栄会の幹部 役
  - 爆走トラッカー軍団5 激闘!香港マフィアVS女トラッカー（1994年） - ラーメン屋・次郎 役
- THE レイプマン3（1994年）
- 奴隷獣（2000年）

### テレビアニメ
- 逮捕しちゃうぞ（1994年 - 1995年） - 田中 役
- 勇者指令ダグオン（1996年 - 1997年） - ライアン 役[6]
- 忍ペンまん丸（1997年 - 1998年） - 土喰いのモウラ 役
- 星方天使エンジェルリンクス（1999年） - 弁護士 役

### OVA
- タイムレンジャー セザールボーイの冒険 ローマ帝国編（1999年）

### ゲーム
- ムーンライトシンドローム（1997年） - 冬葉スミオ 役
- 新世代ロボット戦記ブレイブサーガ（1998年）
- 東京惑星プラネトキオ（1999年） - Dr.カンベール 役
- 新世紀勇者大戦（2005年）